# Faster than Death
Faster than Death è il sesto album della band thrash metal Hirax. 
Per Relentless è stato realizzato un video musicale.

## Tracce
1. Drill into the Brain – 1:04
2. Armageddon – 2:55
3. Drowned Bodies – 2:43
4. Faster than Death – 1:34
5. Psychiatric Ward – 1:33
6. Relentless – 2:24
7. Revenant – 3:45
8. Warlord's Command – 2:35
9. World's End – 3:12

## Formazione
- Katon W. DePena - voce
- Danny Walker - batteria
- Neil Metcalf - chitarra, basso